# Christie (Toronto Subway)

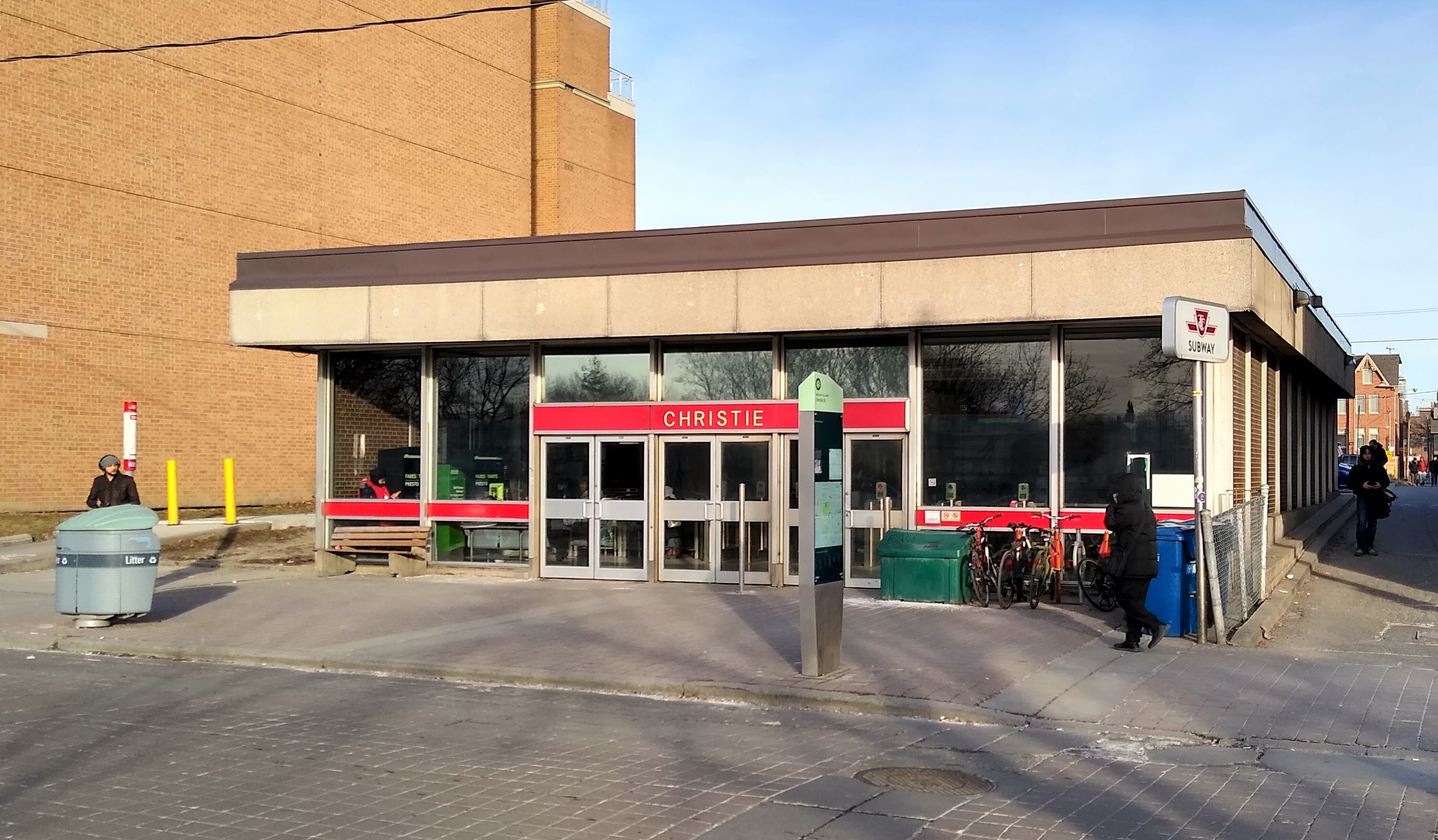
Eingang zur Station Christie

Christie ist eine unterirdische U-Bahn-Station in Toronto. Sie liegt an der Bloor-Danforth-Linie der Toronto Subway, an der Kreuzung von Bloor Street und Christie Street. Die Station verfügt über Seitenbahnsteige und wird täglich von durchschnittlich 12.510 Fahrgästen genutzt (2018).
In unmittelbarer Nähe befindet sich der Christie Pits Park. Es besteht eine Umsteigemöglichkeit zu einer Buslinie der Toronto Transit Commission. Die Eröffnung der Station erfolgte am 26. Februar 1966, zusammen mit dem Abschnitt Keele – Woodbine. Am 15. Oktober 1976 steckten Vandalen kurz vor Betriebsschluss einen U-Bahn-Wagen in Brand. Der Zug hielt in Christie an und die Station musste evakuiert werden. Das Feuer richtete erheblichen Sachschaden am U-Bahnhof an und ein Teil der Strecke war zwei Tage lang außer Betrieb.